# غارنگاره

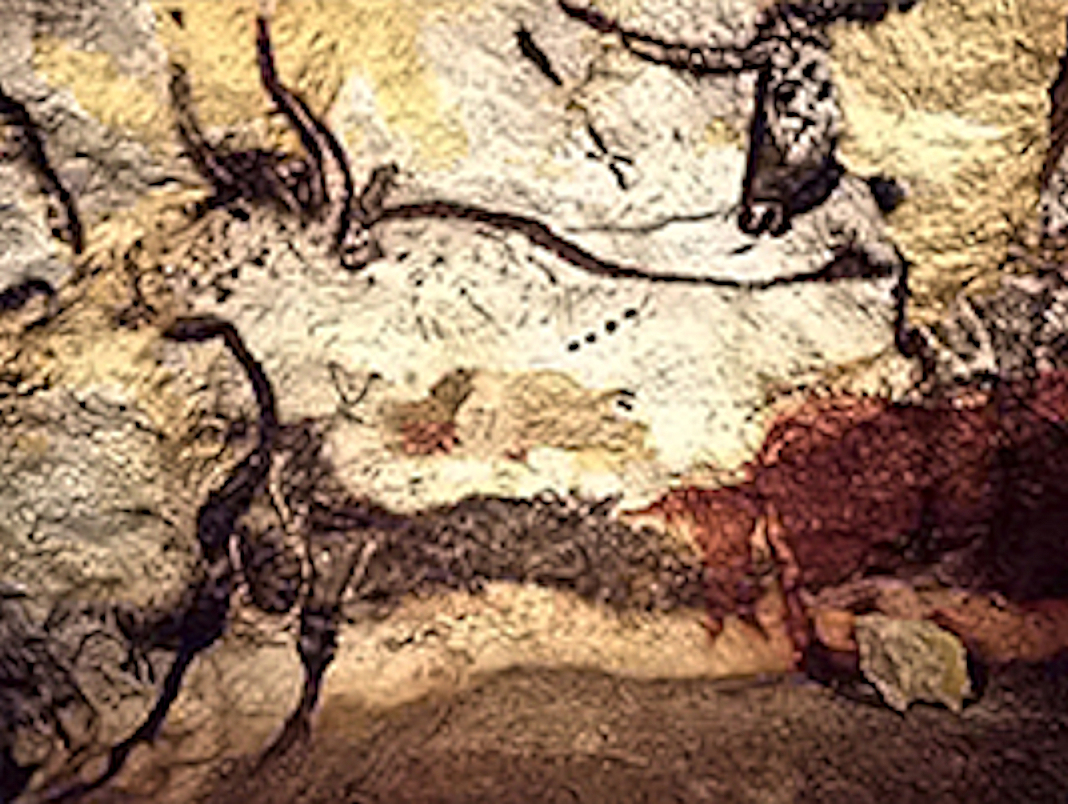
تصویری از یک گاو وحشی در غار لاسکو، فرانسه

غارنگاره یا نقاشی غار گونه‌ای نقاشی بر روی دیوارهای غار است که در دوران پیشاتاریخ مرسوم بوده. قدیمی‌ترین نقاشی‌هایی از این دست در اروپا قدمتی ۳۲٬۰۰۰ ساله دارند و مربوط به فرهنگ اوریگنشن هستند. منظور اصلی از کشیدن غارنگاره‌های دوران پارینه‌سنگی نامشخص است. شواهد نشان می‌دهند که آن‌ها تنها نوعی تزئین محل زندگی در غار نبوده‌اند چرا که غارهایی که این نقاشی‌ها در آن‌ها یافت شده‌اند، محل زندگی انسان نبوده‌اند. این نگاره‌ها همچنین بیشتر در مناطقی از غارها کشیده شده‌اند که دسترسی به آن‌ها آسان نبوده‌است. بعضی نگره‌ها این نقاشی‌ها را مرتبط با آداب آیینی یا مذهبی می‌دانند حال آنکه دیگر نگره‌ها آن‌ها را روشی برای برقراری ارتباط می‌شناسند.

## تاریخچه
نزدیک به ۳۵۰ غار در فرانسه و اسپانیا کشف شده‌اند که هنرهایی از دوران پیشاتاریخی در آن‌ها دیده می‌شود. در ابتدای کشف شدن این غارها، تشخیص سن نگاره‌ها مشکل بود؛ با این حال امروزه روش‌هایی چون زمان‌سنجی کربنی کمک کرده‌اند تا این زمان‌سنجی بهتر صورت گیرد. این روش اما می‌تواند باعث تولید نتایج نادرست شود چرا که گاهی استخوان‌هایی از دوران متاخر یا متقدم با استخوان‌های یک دوره تاریخی ویژه مخلوط می‌شوند.

## قدیمی‌ترین غارنگاره
یک نقاشی که بر دیوار غاری در جزیره سولاوسی اندونزی در سال ۲۰۱۷ کشف شد، قدیمی‌ترین غارنگاره‌ای است که تاکنون کشف شده‌است. در این غارنگاره که ۴۴ هزار سال قدمت دارد، ۸ انسان حیوان‌نما دیده می‌شوند که به نظر می‌رسد در حال کشتن شش حیوان بومی جزیره هستند.
تا به امروز، قدیمی‌ترین هنر سنگی که انسان را با ویژگی‌های حیوان نشان می‌دهد مجسمه‌ای ساخته شده از عاج با بدن انسان و سر گربه بود که در غاری در آلمان پیدا شده بود و قدمت آن به ۴۰ هزار سال پیش می‌رسد.

## نگارخانه

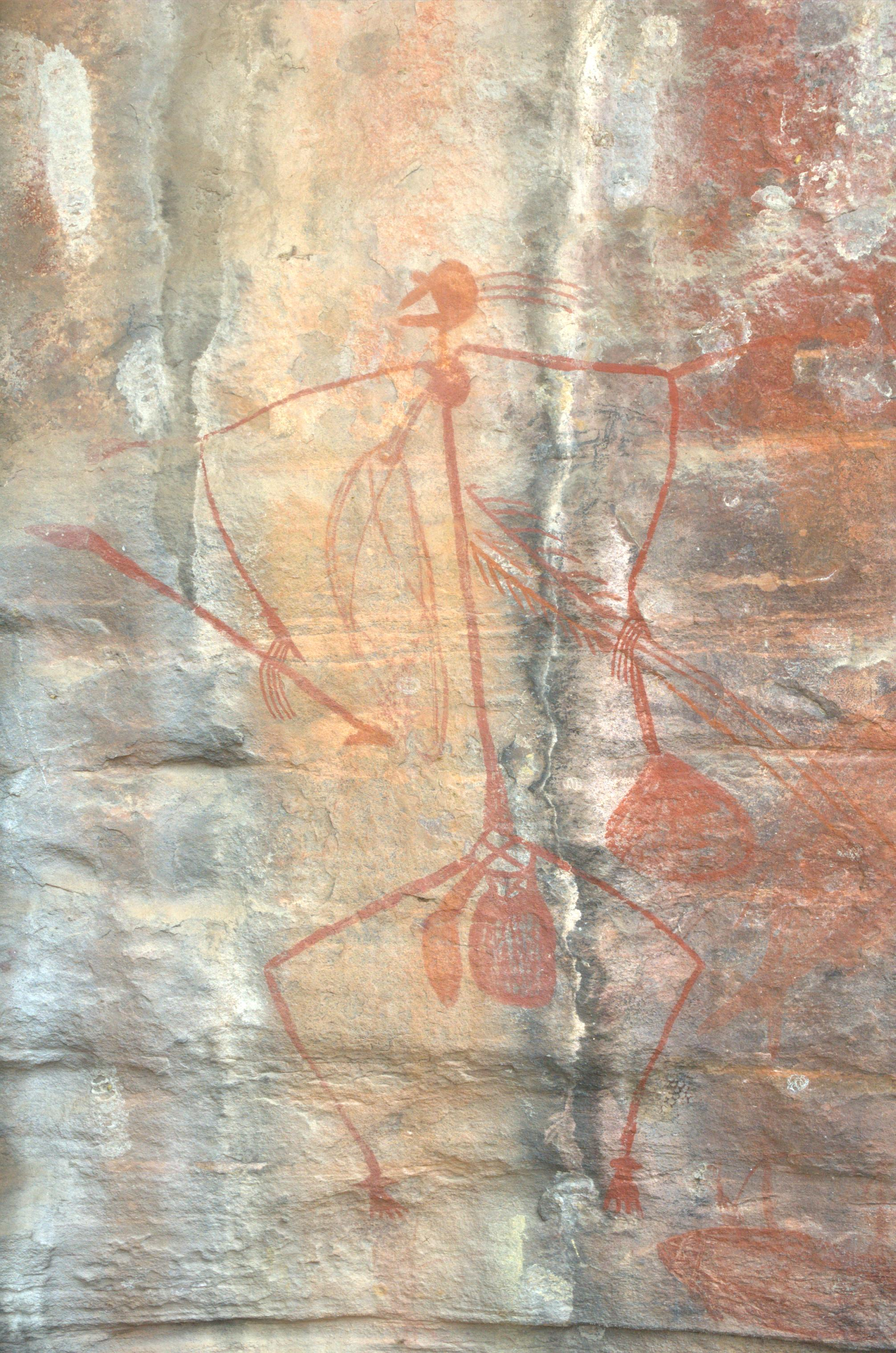
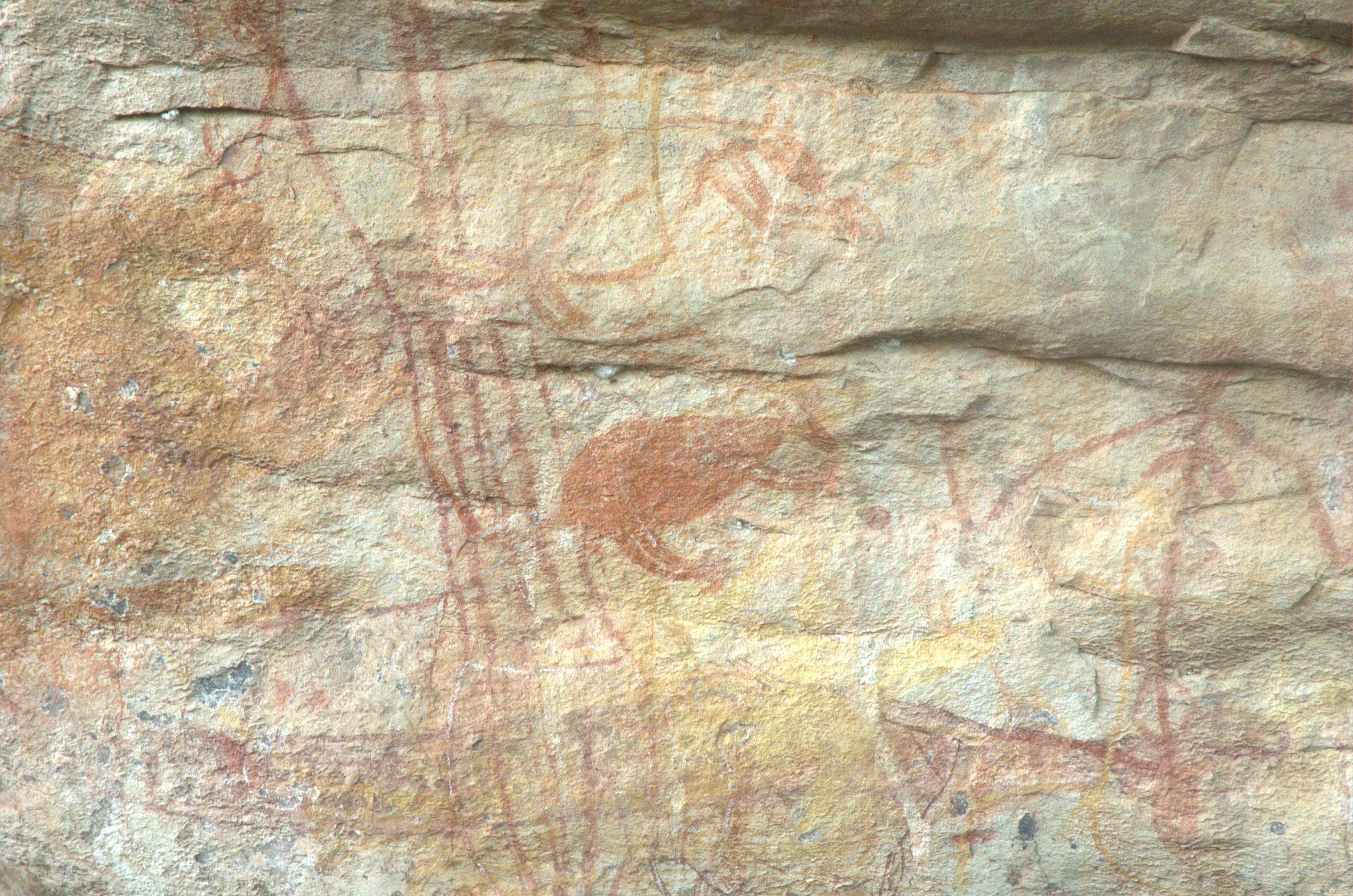
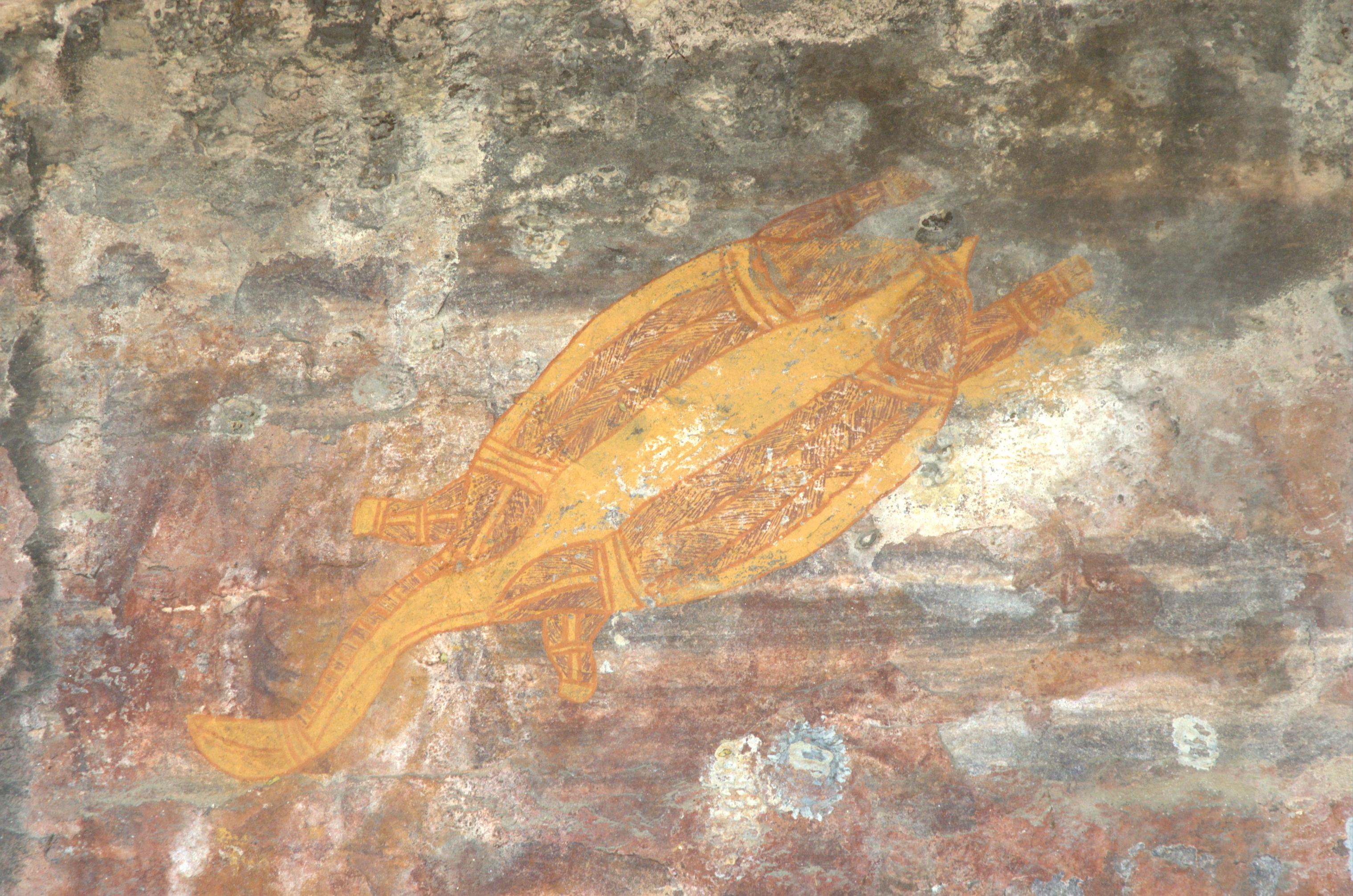
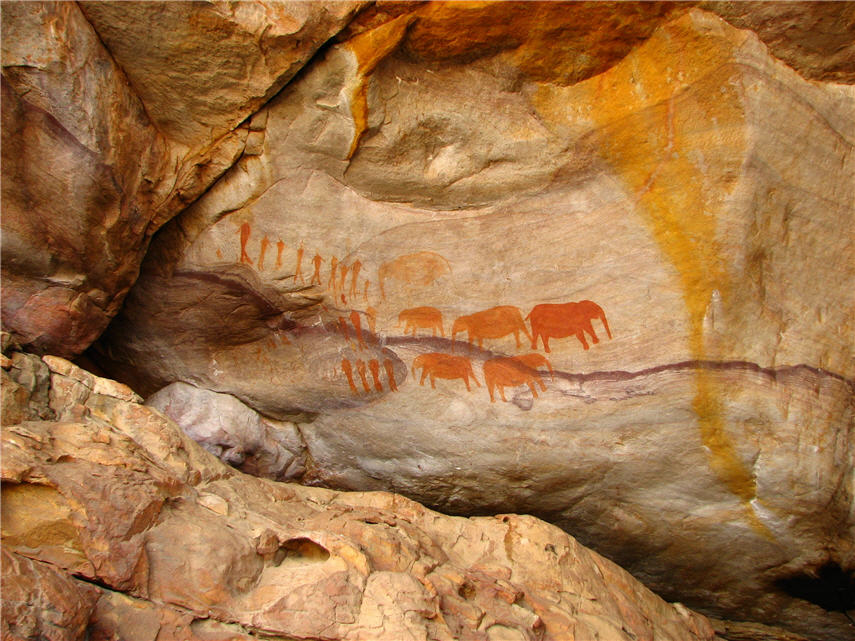
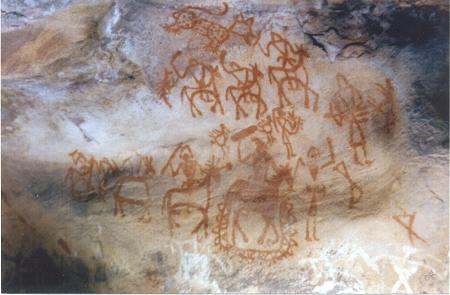